# James Lea Siliki
James Edward Lea Siliki (Sarcelles, 12 giugno 1996) è un calciatore francese naturalizzato camerunese, centrocampista svincolato.

## Caratteristiche tecniche
È un esterno sinistro.

## Carriera

### Club
Cresciuto nelle giovanili di Paris Saint-Germain e Guingamp, nel 2014 è stato acquistato dal Rennes.
Ha esordito il 25 settembre 2017 in un match pareggiato 1-1 contro il Nantes.
Il 31 agosto 2021 viene acquistato in prestito dal Middlesbrough.

### Nazionale
Dopo aver in passato giocato con la nazionale francese Under-19, nel maggio del 2021 riceve la sua prima convocazione in nazionale maggiore camerunese; sempre nel 2021 è stato convocato per la Coppa delle nazioni africane.

## Statistiche

### Presenze e reti nei club
Statistiche aggiornate al 3 aprile 2020.
| Stagione        | Squadra         | Campionato      | Campionato | Campionato | Coppe nazionali | Coppe nazionali | Coppe nazionali | Coppe continentali | Coppe continentali | Coppe continentali | Altre coppe | Altre coppe | Altre coppe | Totale | Totale | Totale |
| Stagione        | Squadra         | Comp            | Pres       | Reti       | Comp            | Pres            | Reti            | Comp               | Pres               | Reti               | Comp        | Pres        | Reti        | Pres   | Reti   |        |
| --------------- | --------------- | --------------- | ---------- | ---------- | --------------- | --------------- | --------------- | ------------------ | ------------------ | ------------------ | ----------- | ----------- | ----------- | ------ | ------ | ------ |
| 2016-2017       | Rennes          | L1              | 1          | 0          | CF+CdL          | 1+0             | 0               |                    | -                  | -                  |             | -           | -           | 2      | 0      |        |
| 2017-2018       | Rennes          | L1              | 32         | 3          | CF+CdL          | 3+1             | 0               |                    | -                  | -                  |             | -           | -           | 36     | 3      |        |
| 2018-2019       | Rennes          | L1              | 24         | 0          | CF+CdL          | 3+1             | 0               | UEL                | 6                  | 0                  | -           | -           | -           | 34     | 0      |        |
| 2019-2020       | Rennes          | L1              | 20         | 0          | CF+CdL          | 5+0             | 1+0             | UEL                | 3                  | 0                  | SF          | 1           | 0           | 29     | 1      |        |
| 2020-2021       | Rennes          | L1              | 7          | 0          | CF              | 1               | 0               | UCL                | 4                  | 0                  | -           | -           | -           | 12     | 0      |        |
| Totale Rennes   | Totale Rennes   | Totale Rennes   | 84         | 3          |                 | 15              | 1               |                    | 13                 | 0                  |             | 1           | 0           | 113    | 4      |        |
| 2021-2022       | Middlesbrough   | FLC             | 10         | 0          | FACup+CdL       | 0+0             | 0+0             | -                  | -                  | -                  | -           | -           | -           | 10     | 0      |        |
| Totale carriera | Totale carriera | Totale carriera | 94         | 3          |                 | 15              | 1               |                    | 13                 | 0                  |             | 1           | 0           | 123    | 4      |        |

### Cronologia presenze e reti in nazionale
| Cronologia completa delle presenze e delle reti in nazionale ― Camerun | Cronologia completa delle presenze e delle reti in nazionale ― Camerun | Cronologia completa delle presenze e delle reti in nazionale ― Camerun | Cronologia completa delle presenze e delle reti in nazionale ― Camerun | Cronologia completa delle presenze e delle reti in nazionale ― Camerun | Cronologia completa delle presenze e delle reti in nazionale ― Camerun | Cronologia completa delle presenze e delle reti in nazionale ― Camerun | Cronologia completa delle presenze e delle reti in nazionale ― Camerun |
| Data                                                                   | Città                                                                  | In casa                                                                | Risultato                                                              | Ospiti                                                                 | Competizione                                                           | Reti                                                                   | Note                                                                   |
| ---------------------------------------------------------------------- | ---------------------------------------------------------------------- | ---------------------------------------------------------------------- | ---------------------------------------------------------------------- | ---------------------------------------------------------------------- | ---------------------------------------------------------------------- | ---------------------------------------------------------------------- | ---------------------------------------------------------------------- |
| 4-6-2021                                                               | Wiener Neustadt                                                        | Nigeria                                                                | 0 – 1                                                                  | Camerun                                                                | Amichevole                                                             | -                                                                      | 83’                                                                    |
| 8-6-2021                                                               | Wiener Neustadt                                                        | Camerun                                                                | 0 – 0                                                                  | Nigeria                                                                | Amichevole                                                             | -                                                                      | 81’                                                                    |
| 6-9-2021                                                               | Abidjan                                                                | Costa d'Avorio                                                         | 2 – 1                                                                  | Camerun                                                                | Qual. Mondiali 2022                                                    | -                                                                      | 77’                                                                    |
| 8-10-2021                                                              | Douala                                                                 | Camerun                                                                | 3 – 1                                                                  | Mozambico                                                              | Qual. Mondiali 2022                                                    | -                                                                      | 71’                                                                    |
| 11-10-2021                                                             | Tangeri                                                                | Mozambico                                                              | 0 – 1                                                                  | Camerun                                                                | Qual. Mondiali 2022                                                    | -                                                                      | 46’                                                                    |
| 13-11-2021                                                             | Johannesburg                                                           | Malawi                                                                 | 0 – 4                                                                  | Camerun                                                                | Qual. Mondiali 2022                                                    | -                                                                      | 63’                                                                    |
| 16-11-2021                                                             | Douala                                                                 | Camerun                                                                | 1 – 0                                                                  | Costa d'Avorio                                                         | Qual. Mondiali 2022                                                    | -                                                                      | 73’                                                                    |
| 13-1-2022                                                              | Yaoundé                                                                | Camerun                                                                | 4 – 1                                                                  | Etiopia                                                                | Coppa d'Africa 2021 - 1º turno                                         | -                                                                      | 56’                                                                    |
| 17-1-2022                                                              | Yaoundé                                                                | Capo Verde                                                             | 1 – 1                                                                  | Camerun                                                                | Coppa d'Africa 2021 - 1º turno                                         | -                                                                      | 61’                                                                    |
| 24-1-2022                                                              | Yaoundé                                                                | Camerun                                                                | 2 – 1                                                                  | Comore                                                                 | Coppa d'Africa 2021 - Ottavi di finale                                 | -                                                                      | 77’                                                                    |
| 3-2-2022                                                               | Yaoundé                                                                | Camerun                                                                | 0 – 0 dts (1 – 3 dtr)                                                  | Egitto                                                                 | Coppa d'Africa 2021 - Semifinale                                       | -                                                                      | 80’                                                                    |
| Totale                                                                 |                                                                        | Presenze                                                               | 11                                                                     |                                                                        | Reti                                                                   | 0                                                                      |                                                                        |

## Palmarès
- Coppa di Francia: 1

Rennes: 2018-2019